# Actieve contouren
Actieve contouren, ook snakes genoemd, zijn computergegenereerde curven die zich voortbewegen over een beeld met als doel objectgrenzen te vinden. Ze worden vaak toegepast in computervisie en beeldanalyse om objecten te detecteren en te lokaliseren en om de vormkenmerken ervan te beschrijven.
De beweging van de curven wordt gestuurd door een potentiaalveld dat typisch gedefinieerd wordt door drie krachten:
1. een interne spanningskracht die de gladheid van de curve bepaalt
2. een aantrekkingskracht uitgeoefend door het beeld, die de curve naar de beeldkenmerken trekt
3. een externe kracht, die bijkomende restricties definieert.

Via iteratieve methoden wordt de positie en vorm van de curve aangepast tot een minimum in het potentiaalveld bereikt wordt.